# قواعد بيانات الوسائط المتعددة
تعد قاعدة بيانات الوسائط المتعددة (MMDB) مجموعة من البيانات المتعلقة بالوسائط المتعددة. تشتمل بيانات الوسائط المتعددة على نوع أو أكثر من أنواع بيانات الوسائط الأساسية مثل النصوص والصور والكائنات الرسومية (بما في ذلك الرسومات والرسوم التوضيحية)وتسلسلات الرسوم المتحركة والصوت والفيديو.
يعد نظام إدارة قاعدة بيانات الوسائط المتعددة (MMDBMS) إطارًا لإدارة أنواع مختلفة من البيانات التي يُحتمل أن تكون ممثلة في مجموعة واسعة من التنسيقات و مجموعة واسعة من مصادر الوسائط.نظام إدارة قاعدة بيانات الوسائط المتعددة يوفر الدعم لأنواع بيانات الوسائط المتعددة ويسهل إنشاء قواعد بيانات الوسائط المتعددة وتخزينها والوصول إليها والاستعلام عنها والتحكم فيها.

## محتويات قاعدة بيانات الوسائط المتعددة(MMDB)
تستضيف قاعدة بيانات الوسائط المتعددة (MMDB) نوعًا واحدًا أو أكثر من أنواع بيانات الوسائط المتعددة [3] (مثل النصوص والصور والكائنات الرسومية والصوت والفيديو وتسلسلات الرسوم المتحركة). يتم تصنيف أنواع هذهِ البيانات إلى ثلاث فئات:
وسائط ثابتة(مستقلة عن الوقت: صورة وكائن رسومي).
الوسائط الديناميكية  (تعتمد على الوقت: الصوت والفيديو والرسوم المتحركة).
وسائط الأبعاد  (برامج ثلاثية الأبعاد).

## مقارنة بين أنواع بيانات الوسائط المتعددة
| النوع   | العنصر                        | الأعتماد على الوقت |
| ------- | ----------------------------- | ------------------ |
| الرسم   | المتجهات والمناطق             | لا                 |
| الصورة  | بكسل                          | لا                 |
| الصوت   | الصوت،حجم                     | نعم                |
| الفيديو | الصورالنقطية،الرسومات المتجهة | نعم                |

بالإضافة إلى ذلك ، تحتاج قاعدة بيانات الوسائط المتعددة(MMDB) إلى إدارة المعلومات الإضافية المتعلقة ببيانات الوسائط المتعددة.حول ما يلي:
بيانات الوسائط:
البيانات الفعلية التي تمثل كائنًا.
بيانات تنسيق الوسائط:
معلومات حول تنسيق بيانات الوسائط بعد أن تمر بمراحل الإستجلاب والمعالجة والتشفير.
بيانات الكلمات الرئيسية للوسائط:
أوصاف الكلمات الرئيسية ، والتي تتعلق عادةً بإنشاء بيانات الوسائط.
بيانات ميزات الوسائط: بيانات تعتمد على المحتوى مثل معلومات حول توزيع الألوان وأنواع الأنسجة والأشكال المختلفة الموجودة في الصورة.
تسمى الأنواع الثلاثة الأخيرة ب«بيانات التعريف» لأنها تصف العديد من الجوانب المختلفة لبيانات الوسائط.
يتم استخدام بيانات الكلمات الرئيسية للوسائط وبيانات ميزات الوسائط كمؤشرات لغرض البحث. يتم استخدام بيانات تنسيق الوسائط لتقديم المعلومات التي تم استخراجها.

## متطلبات قواعد بيانات الوسائط المتعددة
مثل قواعد البيانات التقليدية ، ينبغي أن تتناول قواعد بيانات الوسائط المتعددة المتطلبات التالية:
الدمج:
لا تحتاج إلى تكرار عناصر البيانات لمختلف أستدعائات البرامج.
استقلالية البيانات:
فصل قاعدة البيانات ونظام الإدارة عن البرامج.
التحكم بالتوقيت التزامني:
السماح بالمعاملات(العمليات) المتزامنة.على سبيل المثال إخراج الصوت و عرض الأطارات(الصور) يحب أن يتم في في وقت واحد متزامن لتحقيق أهداف معينة(الواقعية).
الإستمرارية:
يمكن حفظ كائنات البيانات وإعادة استخدامها من خلال المعاملات المختلفة واستدعاءات البرنامج بدون أن تأثر الأستدعائات أو الأستخراج على البيانات.
الخصوصية:
التحكم في الوصول والتخويل.
مراقبة التكامل:
ضمان التناسق بين قاعدة البيانات و العمليات أو الاستدعائات.
الأسترجاع:
يجب ألا يؤثر فشل الأستخراج على تخزين البيانات.
دعم الاستعلام:
يتيح سهولة الاستعلام عن بيانات الوسائط المتعددة
يجب أن تتمتع قواعد بيانات الوسائط المتعددة بالقدرة على الاستعلام _بشكل موحد_ عن البيانات (بيانات الوسائط ، البيانات النصية) الممثلة بتنسيقات مختلفة وأن يكون لديها القدرة على الاستعلام في وقت واحد عن مصادر وسائط مختلفة وإجراء عمليات قواعد البيانات الكلاسيكية عبرها. (دعم لغات الاستعلام بشكل عام)
دعم التخزين:
يجب أن تكون هناك القدرة على استرداد كائنات الوسائط من جهاز تخزين محلي بطريقة جيدة.
دعم العرض التقديمي والتسليم:
القدرة على تحويل المخرجات الناتجة عن الاستعلام وإظْهار تلك المخراجات(الوسائط السمعية ،البصرية).

## القضايا والتحديات
تتكون بيانات الوسائط المتعددة من مجموعة متنوعة من تنسيقات الوسائط أو أمتداد الملفات بما في ذلك TIFF و BMP و PPT و IVUE و FPX و JPEG و MPEG و AVI و MID و واف و DOC و GIF و EPS و PNG وما إلى ذلك.بسبب القيود المفروضة على التحويل من شكل واحد إلى الآخر ، واستخدام البيانات في شكل معين.
- عادةً ما يكون حجم بيانات الوسائط المتعددة كبيرًا مثل الفيديو ؛ لذلك ، غالبًا ما تتطلب بيانات الوسائط المتعددة تخزينًا كبيرًا.
- تستهلك قاعدة بيانات الوسائط المتعددة الكثير من وقت المعالجة ، وكذلك النطاق الترددي.
- تحتوي بعض أنواع بيانات الوسائط المتعددة ، مثل تسلسل الفيديو والصوت والرسوم المتحركة ، على متطلبات زمنية لها آثار على تخزينها ومعالجتها وعرضها التقديمي ،الصور والفيديو والرسومات تحتوي على قيود خاصة(زمنية) فيما يتعلق بمحتواها.

## مجالات التطبيق
أمثلة على مجالات تطبيق قاعدة بيانات الوسائط المتعددة:
- المكتبات الرقمية
- الأخبار عند الطلب
- الفيديو حسب الطلب
- قاعدة بيانات الموسيقى
- نظم المعلومات الجغرافية (GIS)
- التطبيب عن بعد